# 梅里达的考古遗址群
梅里达的考古遗址群（西班牙語：Conjunto arqueológico de Mérida）位于埃斯特雷马杜拉。公元前25年西班牙战役结束后建立，是当时琉息太尼亞的首都。考古遗址至今保存完好，内部拥有剧院、竞技场、瓜迪亚纳河上的大桥、和先进的供水系统。今天的梅里达的考古遗址群是1993年以来西班牙和世界遗产中规模最大的考古遗址之一。

## 遗址风光

梅里达的考古遗址群的美丽风光
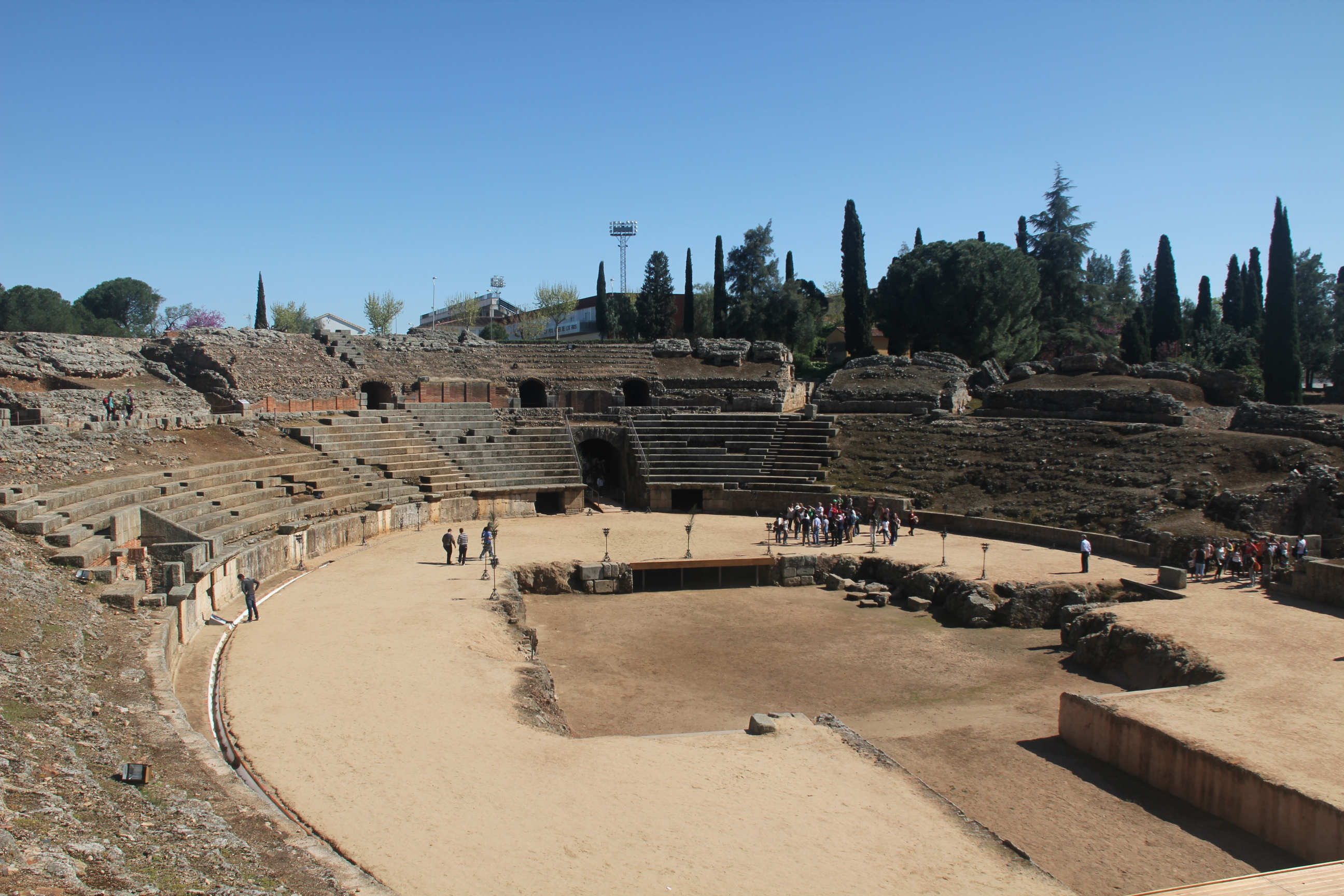
罗马竞技场
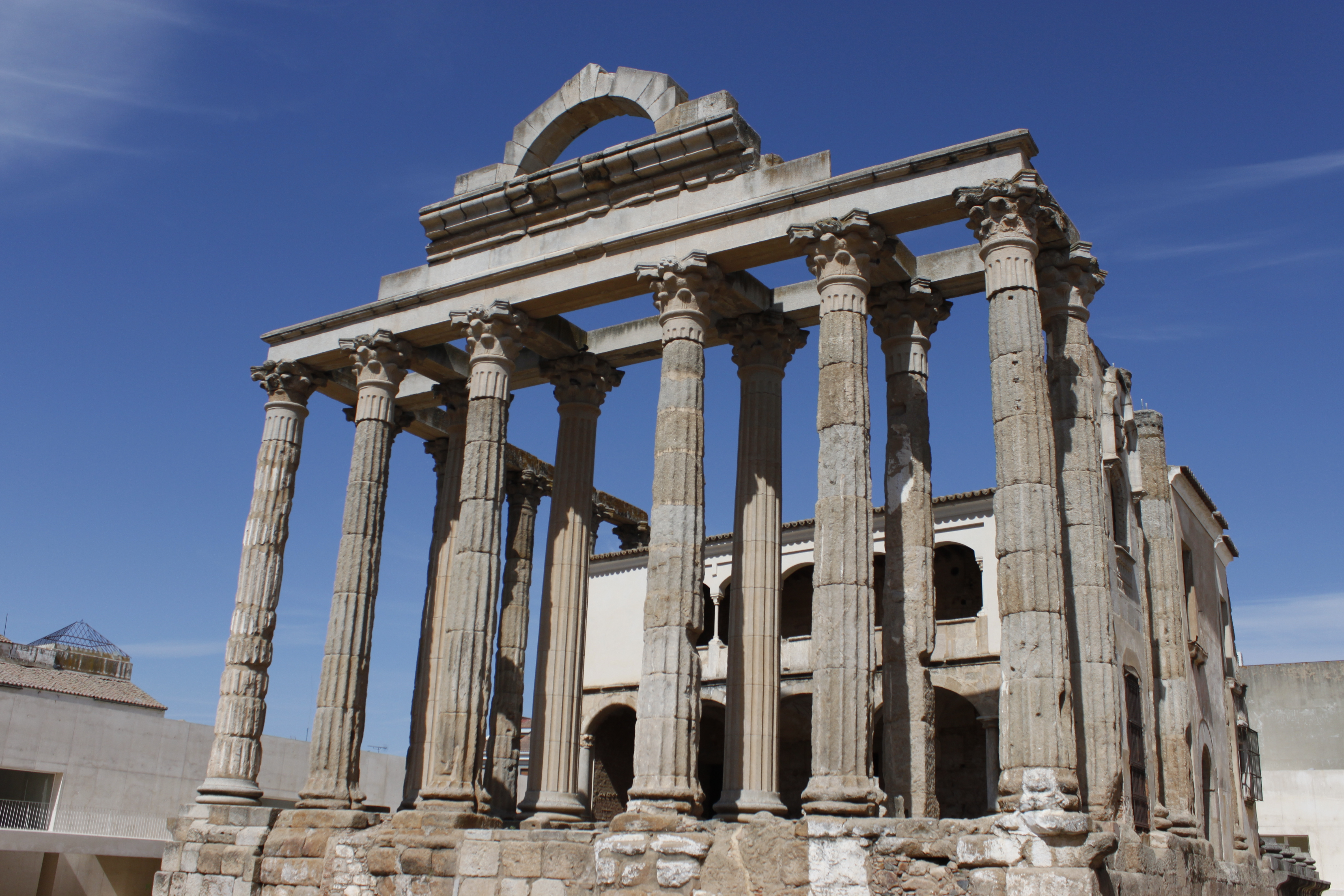
戴安娜神庙
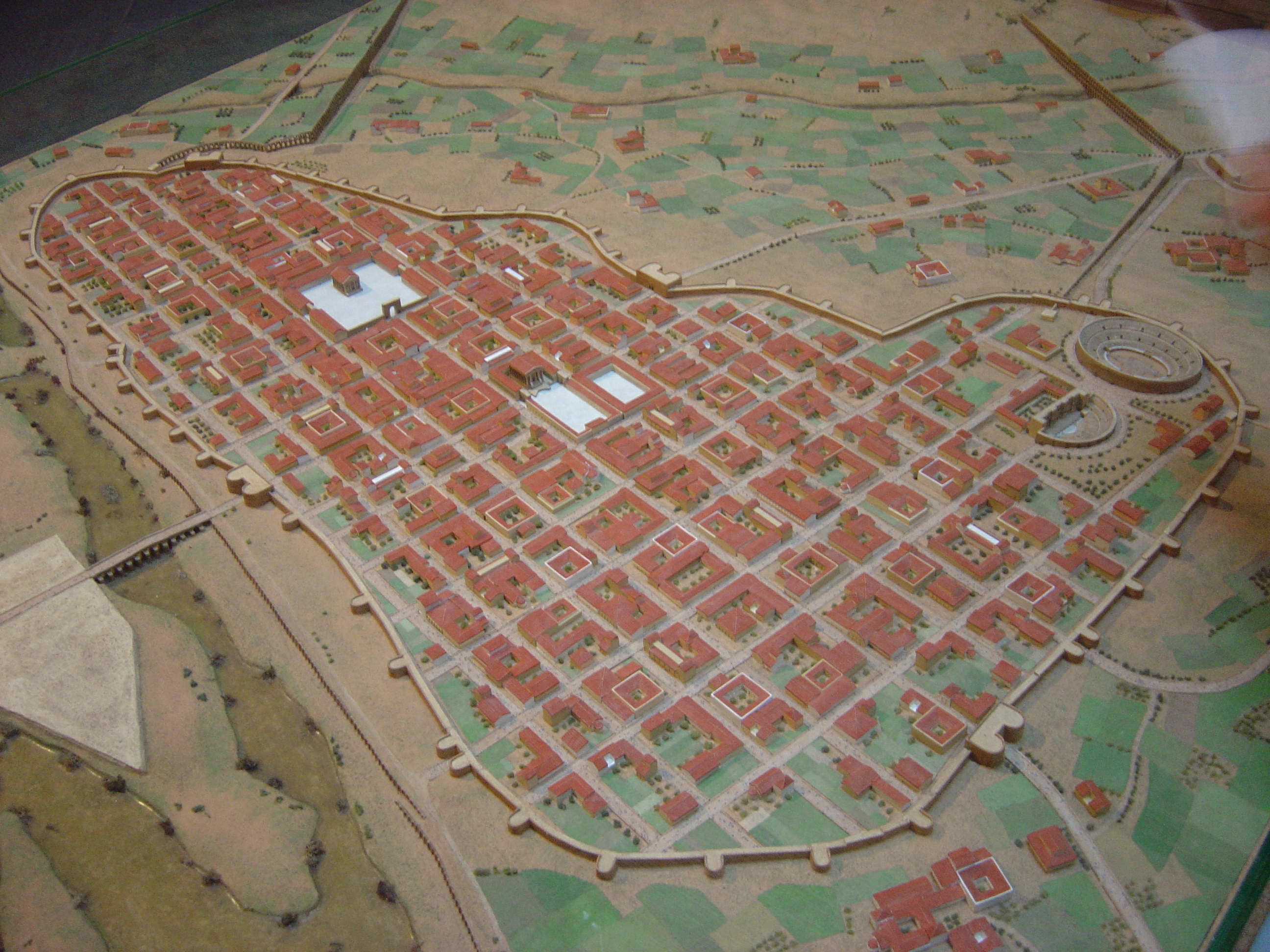
一览图
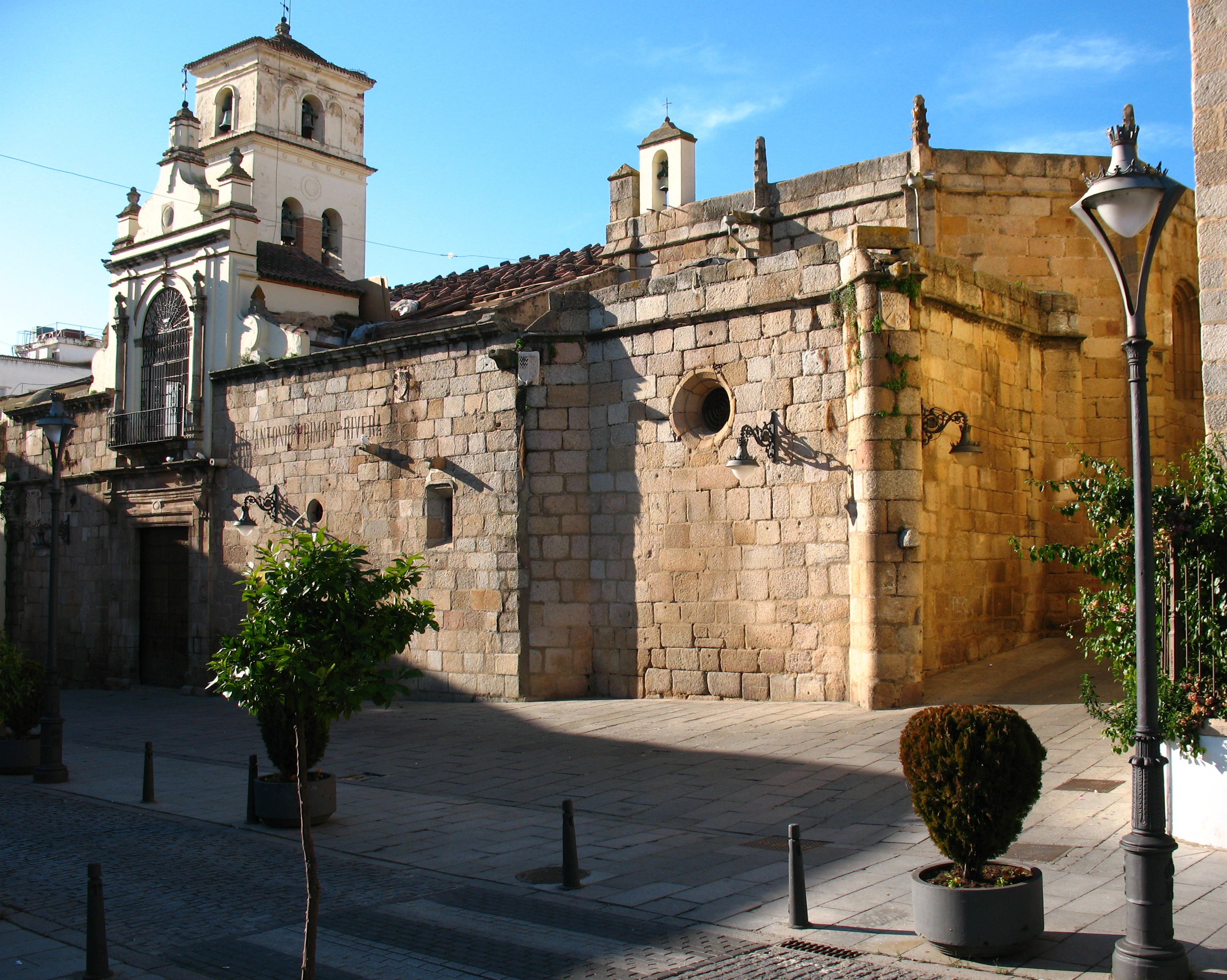
圣玛利亚大教堂
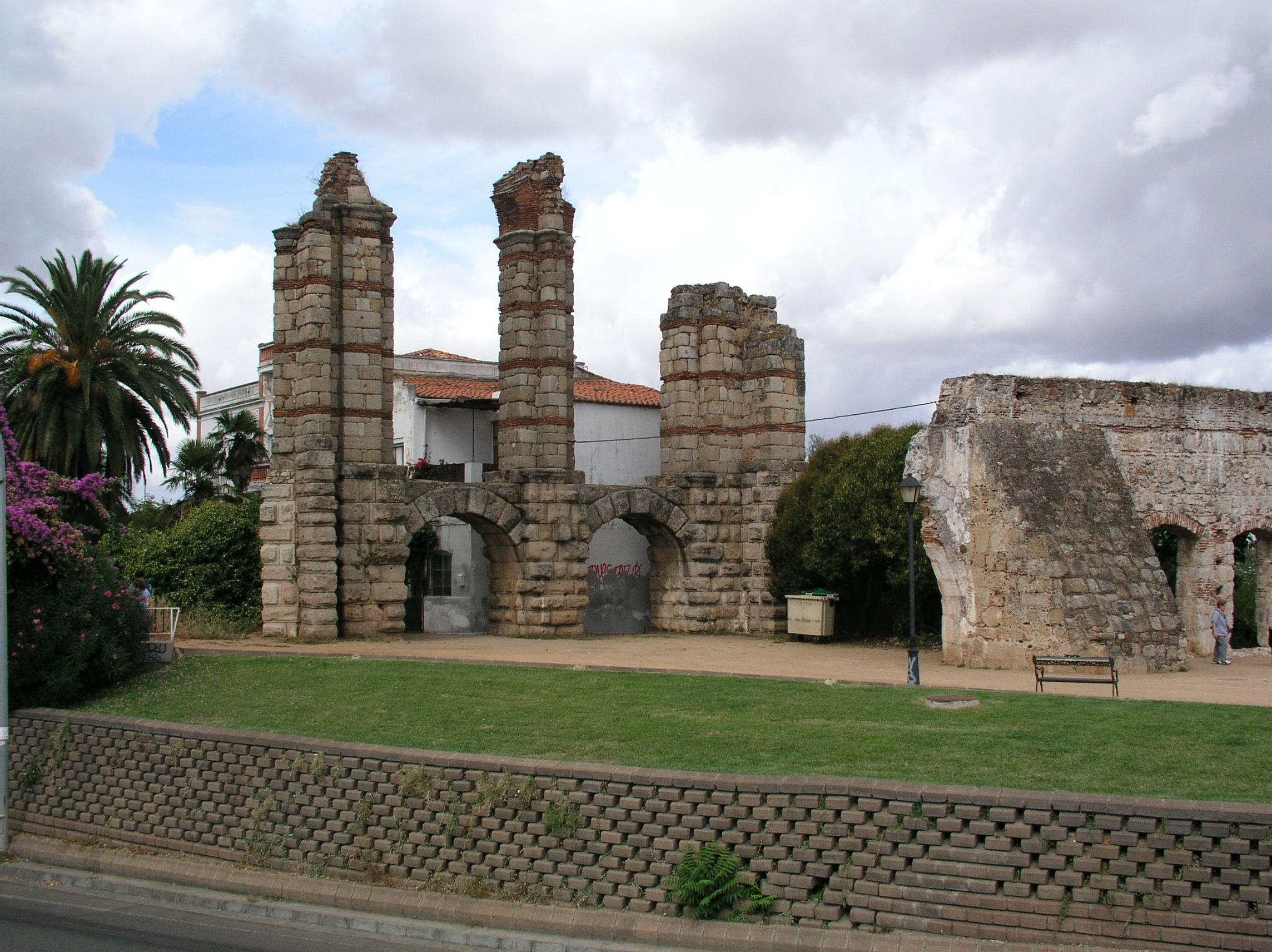
圣拉萨罗渡槽
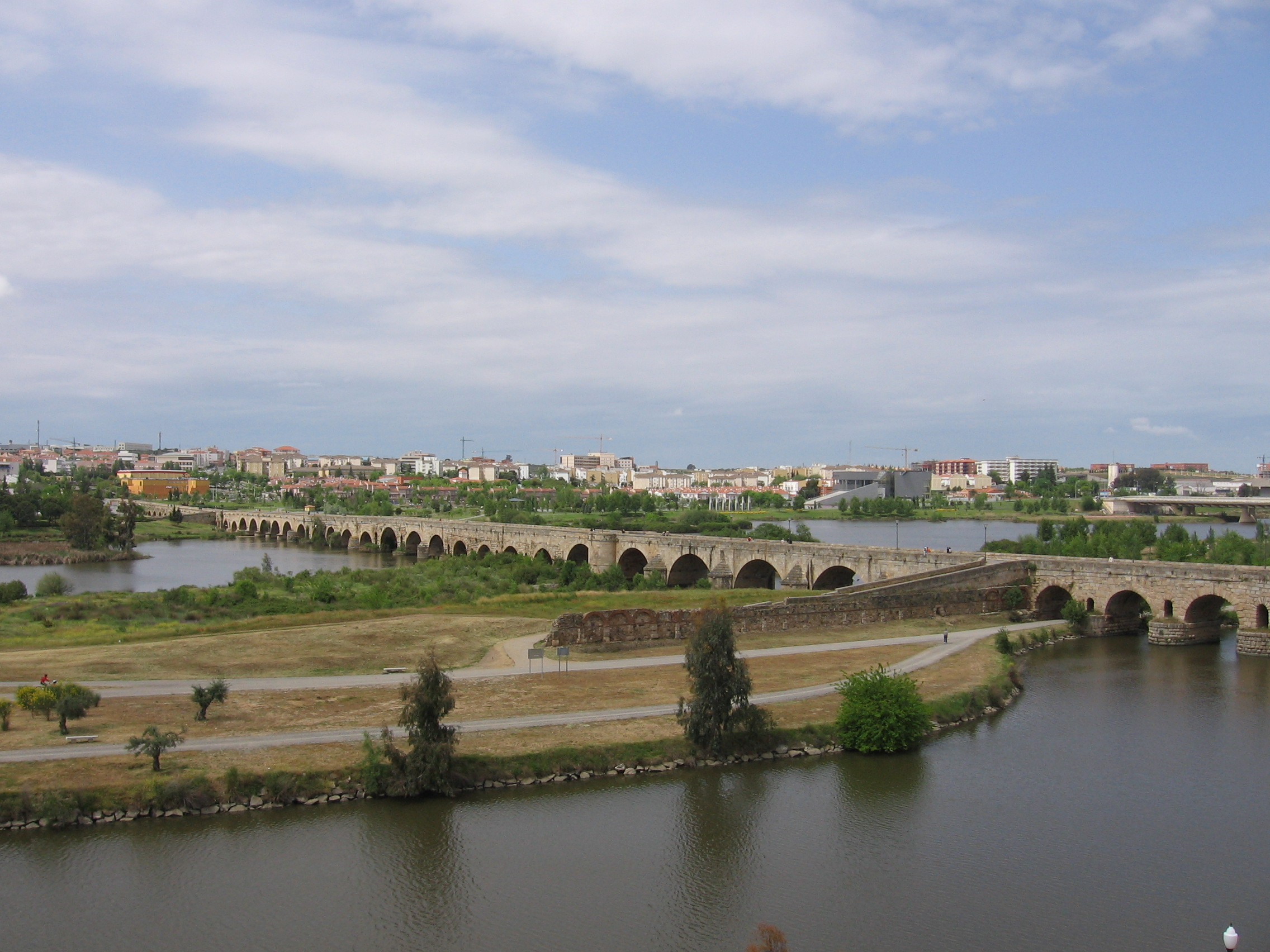
梅里达罗马桥——现存最长的罗马式桥梁
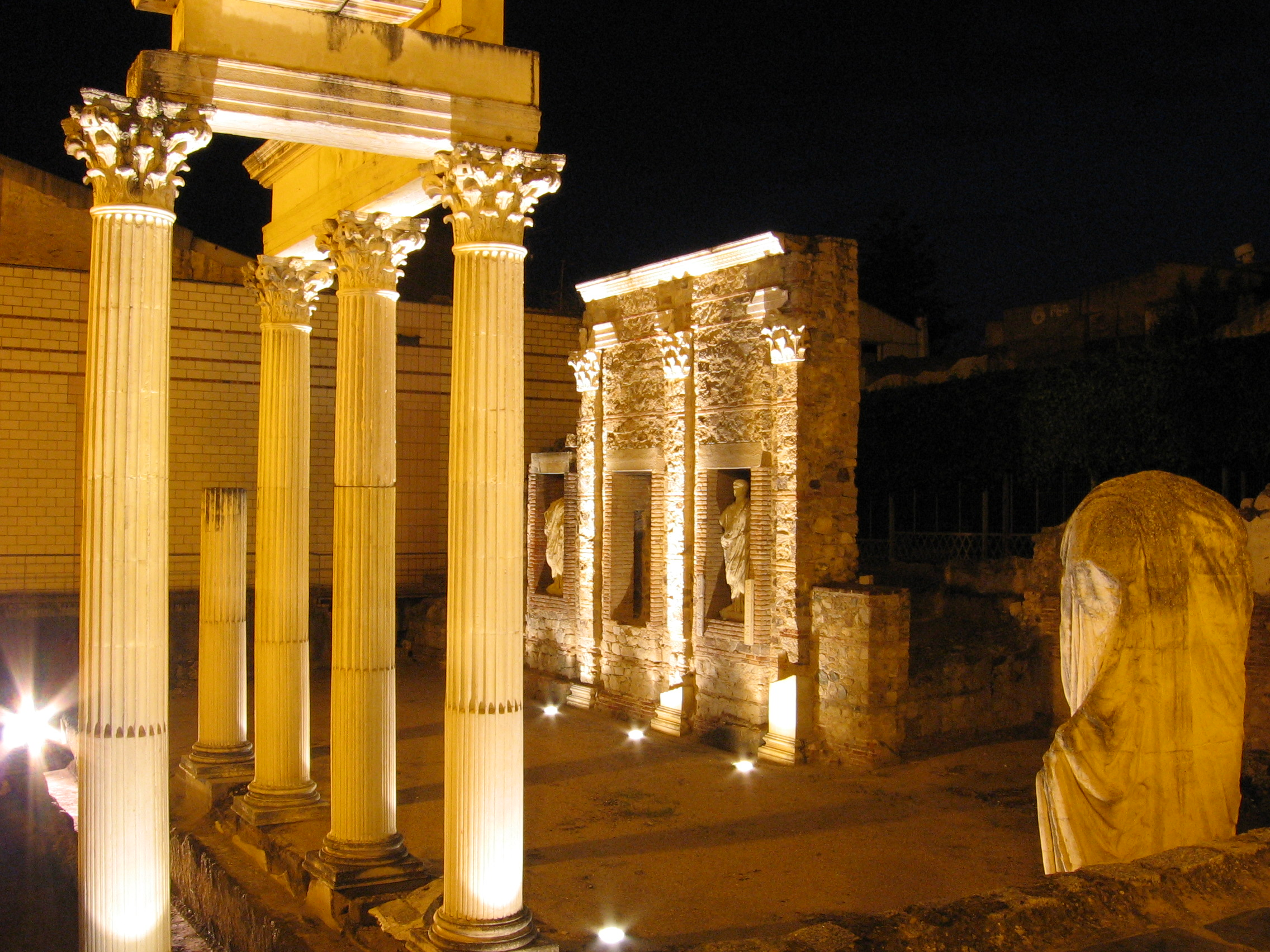
法庭